# Periodo protoaksumita
Por periodo protoaksumita entenderíamos el espacio de tiempo durante el cual se establecieron las bases sociopolíticas de lo que luego sería el reino de Aksum. El periodo protoaksumita se correspondería con aquel en el cual se activaron las dinámicas que dieron lugar a la formación del estado en esta región.
A pesar de los escasos datos recopilados acerca de esta época, de las investigaciones realizadas se puede inferir que las raíces de la entidad aksumita del I milenio d. C. se formaron durante los cuatro siglos precedentes en la colina de Beta Giyorgis, inmediatamente al noroeste de la actual ciudad de Aksum. Y, a su vez, este asentamiento protoaksumita sería heredero de algunas de las tradiciones culturales desarrolladas durante los milenios precedentes en las tierras altas del norte del macizo etíope.
Pero esta no ha sido siempre la visión de los investigadores y las polémicas acerca de este periodo continúan vigentes. Una de las controversias principales gira en torno al papel que la influencia de la vecina península arábiga tuvo en el periodo formativo de las primeras entidades políticas del cuerno de África. Otra estaría centrada en el peso real que una de estas, denominada Damot, tuvo como posible embrión del posterior reino aksumita.

## Geografía

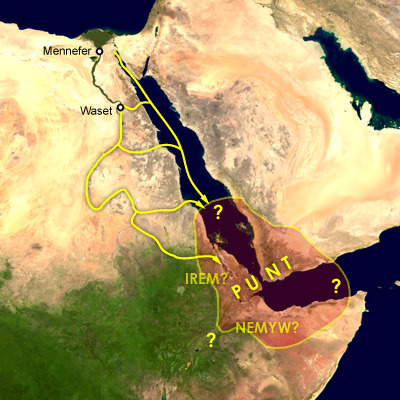
Posibles ubicaciones de Punt.

Algunos investigadores han venido relacionando el mítico país de Punt de los antiguos textos egipcios con las costas meridionales del mar Rojo, tanto las africanas como las asiáticas, ya que las regiones del cuerno de África y del sur de Arabia habrían sido  culturalmente inseparables durante el Neolítico y la Antigüedad. Otros autores localizan de manera más focalizada Punt situándolo en el área que ocupan actualmente las fronteras entre Sudán y Eritrea. E incluso se apunta la posibilidad de que el término haya sido aplicado a diferentes lugares a lo largo del tiempo.
Los datos de que disponemos indican que la región que ocupó Aksum se corresponde con las altas mesetas del norte del macizo etíope, a ambos lados de las fronteras de las actuales Etiopía y Eritrea. Estaría limitada al este por la abrupta depresión de Danakil y el mar Rojo, al norte y el oeste por las tierras bajas del actual estado de Sudán, presentando continuidad geográfica solo hacia el sur, por donde se extiende el resto de la cordillera. El medio físico consiste en una serie de altiplanicies separadas entre sí por cadenas montañosas como las Simien y atravesadas por profundos valles creados por ríos como el Tekezé, accidentes geográficos que debían suponer un grave problema para las comunicaciones, tal y como ocurre todavía hoy en día.

## Controversias
A raíz de las teorías de Carlo Conti Rossini, durante casi todo el siglo XX se ha explicado el desarrollo cultural y político aksumita como una consecuencia de sus relaciones con los sabeos del sur de Arabia y/o con la colonización de estos. Para Stuart Munro-Hay y otros investigadores, pueblos como los Agaw, que inicialmente hablaban un lenguaje cushita y fueron luego semitizados, habrían desarrollado una civilización propia con anterioridad a la llegada de los sabeos. Según este autor, en la región floreció entre los siglos X y V a. C. un reino que se denominó D'mt o Damot, previo a la propuesta emigración sudarábiga de los siglos V o IV a. C., cuyos integrantes, según él, debieron residir en el área entre unas pocas décadas y un siglo. Por ello, su influencia habría estado limitada a solo algunas localidades, que podrían haber sido colonias comerciales o militares aliadas a Damot o a algún otro estado protoaksumita.

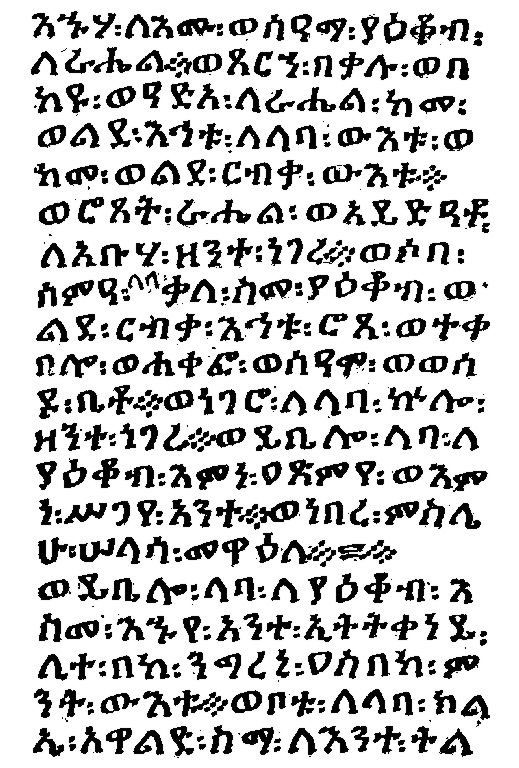
Génesis 29.11–16 en ge'ez.

Las reconstrucciones lingüísticas parecen indicar que grupos humanos que hablaban una lengua semítica meridional se establecieron en este territorio, ocupado entonces por una población cushita. Y aunque la fecha de esta llegada no se puede determinar con exactitud, parece ser que no se produjo durante el segundo cuarto del I milenio a. C., como se había mantenido hasta ahora, sino mucho antes. Según Andrew Kitchen las lenguas etiópicas o afrosemíticas fueron introducidas en los altiplanos del cuerno de África desde la península arábiga hace alrededor de 2850 años, acontecimiento que Christopher Ehret sugiere que estuvo asociado con el establecimiento de una de las primeras sociedades complejas locales. Pero Munro-Hay y otros están convencidos de que el ge'ez, la antigua lengua semítica de Etiopía y Eritrea, no proviene del sabeo y de que hay evidencias que muestran que en la zona se hablaban ya idiomas etiópicos por lo menos hacia el 2000 a. C.
En opinión de David W. Phillipson, las evidencias epigráficas y arqueológicas demostrarían que buena parte de los avances atribuidos a orígenes asiáticos son en realidad africanos y que la importancia real de los intercambios entre ambas orillas del estrecho de Bab el-Mandeb ha sido exagerada. Todo ello sin negar la existencia de inscripciones, esculturas y edificios religiosos de clara afinidad sudarábiga.

## Antecedentes
Aunque hay evidencias indirectas de que ya en el II milenio a. C. la economía regional estaba plenamente basada en la agricultura y la ganadería, y se cree que los procesos de domesticación de plantas y animales se dieron durante el III milenio a. C., la ausencia de datos arqueológicos contrastados correspondientes a tales fechas impiden asegurarlo. Los estudios lingüísticos sugieren que las ovejas y/o las cabras eran conocidas en la región hacia el VII milenio a. C.; quizás a la vez fuera introducido desde el Sáhara (foco de domesticación neolítico) el ganado vacuno. En el I milenio a. C. aparecen ya documentados el cultivo de farro, cebada y, quizás, teff. Al principio de este milenio las comunidades agropecuarias que conocían la alfarería y usaban herramientas fabricadas con lascas líticas se extendían por toda la región. Posteriormente, durante los primeros siglos del I milenio d. C. se producirían las incorporaciones del sorgo, el mijo, el lino y el nug.

## Siglos IX-IV a.C.

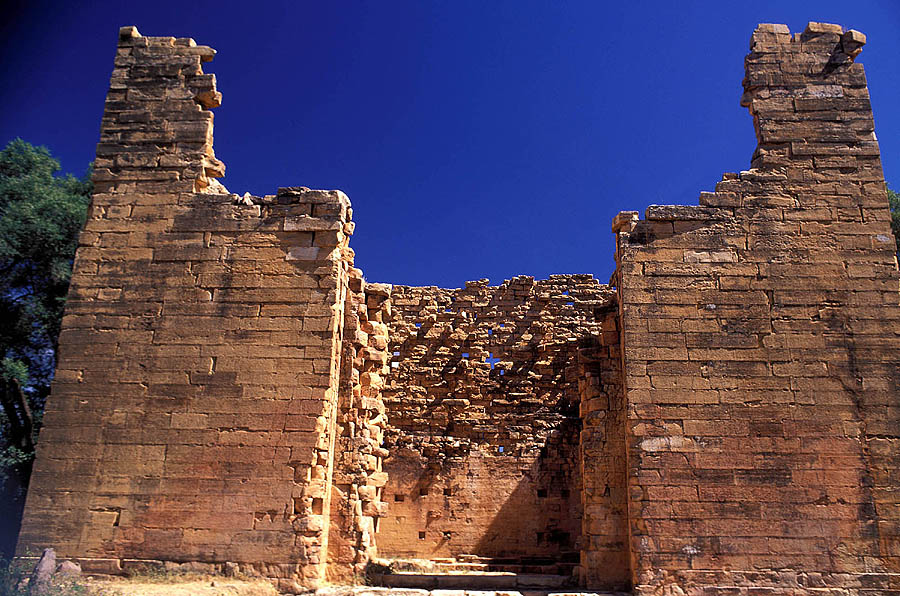
Templo de Yeha, datado hacia el, una de las más antiguas estructuras monumentales de Etiopía.

Entre los siglos IX y IV a. C. se aprecia una clara división entre los asentamientos domésticos y los lugares sagrados excavados hasta el momento: los primeros estaban formados por casas rectangulares y/o circulares de piedra seca sin labrar, mientras que en los segundos las construcciones utilizaban sillares tallados y aparece escultura monumental. En las áreas circundantes de las actuales Aksum y Asmara se han excavado yacimientos ocupados en esta época por agricultores de subsistencia que no presentan rasgos significativos de contactos con el sur de Arabia o con asentamientos de la élite y sí continuidad con tiempos pretéritos. Cerca de Yeha, a 54 km al nordeste de Aksum, se ha identificado, pero no excavado, un extenso poblado que parece previo a su templo y cuya cerámica presenta también características regionales. En cambio, el gran templo de Yeha, edificado hacia el 800 o el 500 a. C. (dependiendo de las interpretaciones), es de clara influencia arquitectónica sabea y estaba dedicado al dios lunar Almaqah, adorado también en el sur de Arabia. Tanto Yeha, como Matara y Kaskase, situados ya en Eritrea, habrían constituido asentamientos clave para las supuestas comunidades de inmigrantes procedentes del actual Yemen y en ellas se habría producido, según algunos autores, un proceso de sincretismo religioso, cultural y político que resultaría en la formación del estado de Damot. Existe otro templo dedicado a Almaqah al sur de Wukro, de planta similar al de Yeha y con esculturas, pero que carece en su estructura de piedras tan bien labradas como las de aquel.
Se conocen enterramientos en Yeha y Beta Giyorgis que consisten en tumbas de pozo excavadas en la roca, marcadas algunas por estelas y que son atribuidas exclusivamente a la élite. Este modelo de enterramiento subsistió hasta bien avanzada la época cristiana.

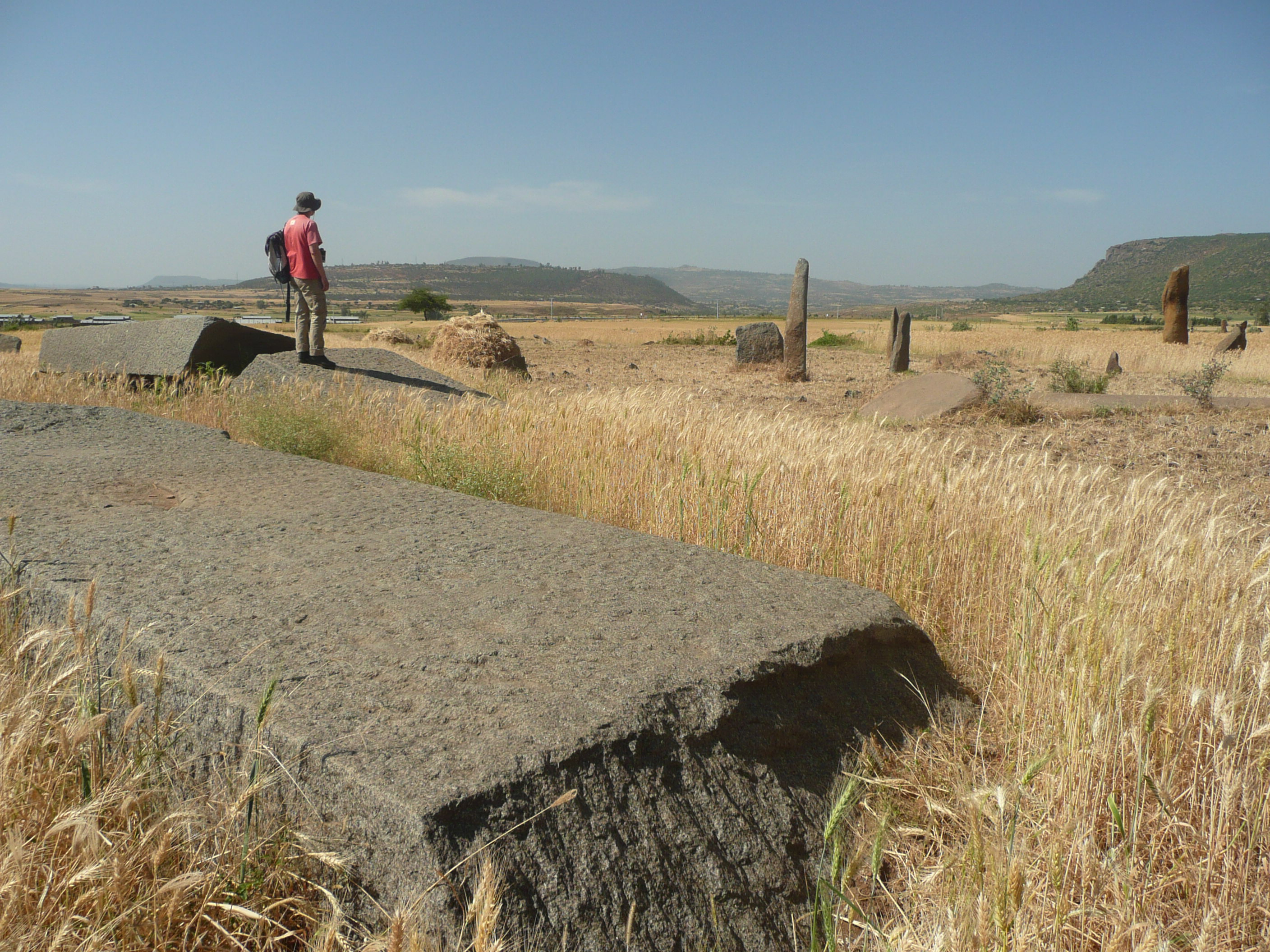
Campo de estelas de Gudit, Aksum.

La economía de este momento era agropecuaria y de subsistencia, sin apenas irrigación artificial. La mayor parte de los intercambios eran de cerámica y obsidiana, a pequeña escala y a cortas distancias. La cerámica estaba elaborada a mano, poco o nada decorada y compartía algunos modelos con el sur de Arabia, aunque estaban fabricados localmente. La industria lítica se compone básicamente de microlitos realizados en obsidiana y otros materiales locales, con una cierta variedad regional, que aparecen abundantemente en los asentamientos agropecuarios pero escasean en los de la élite. También hay sellos y cuentas para abalorios hechos de piedra. El hierro parece que era desconocido y los artefactos de cobre son escasos, aparecen en enterramientos de la élite y consisten sobre todo en sellos o "marcas de identidad" de carácter zoomórfico con letras que forman un nombre.
Aunque se hablaban lenguas cushitas y semíticas, todas las inscripciones que se han recuperado son en idiomas semíticos carentes de vocales: sabeo y proto-ge'ez. En siete de estos textos (ninguno de ellos hallado en Yeha ni en la actual Eritrea) se habla de D'mt, el estado que para algunos autores habría dominado la región. Otras inscripciones están dedicadas a gobernantes de Seglamen (cerca de Aksum), Yeha y Kaskase, sin ninguna relación evidente con Damot, cuyas menciones están reducidas al área de Aksum y Wukro. También aparecen dedicatorias a dioses como Almaqah y Astar, así como altorrelieves con el símbolo solar y lunar juntos.

## Siglos IV-I a.C.
Apenas se ha encontrado en el área aksumita alguna inscripción correspondiente a estos cuatro siglos, al contrario de lo que ocurre en la otra orilla del mar Rojo, lo que podría indicar una divergencia entre ambas regiones. En cambio está documentado el incremento de los contactos con el Egipto ptolemaico, al que se enviaba por vía marítima elefantes y/o marfil.

### Beta Giyorgis

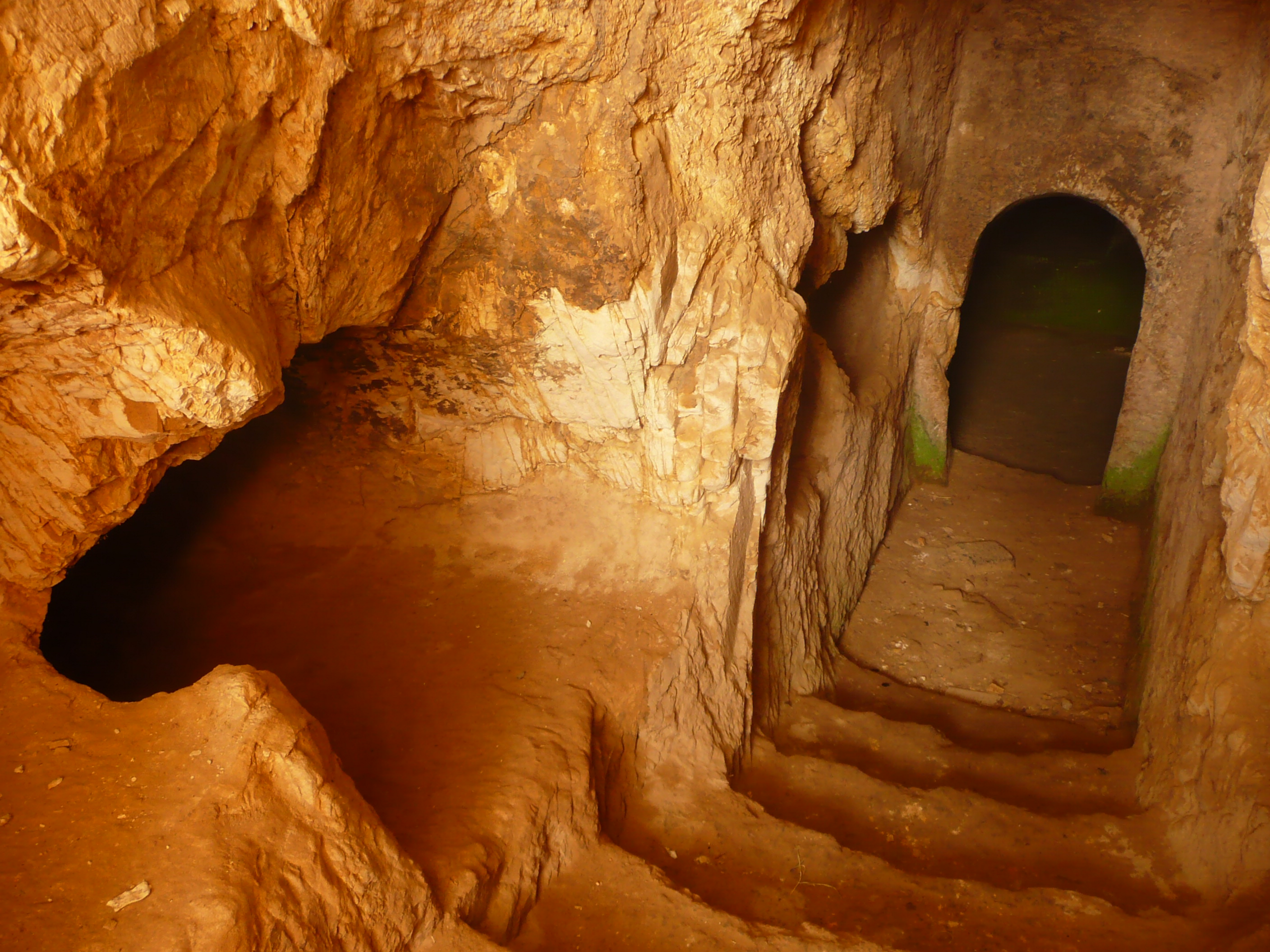
Tumba de Bazen, Axum.

La colina ha sido excavada a lo largo de varias campañas, en 1974 y entre 1993-2002, por Lanfranco Ricci y luego Rodolfo Fattovich. Ambos llegaron a la conclusión de que su cima estuvo habitada durante el periodo previo a la formación del estado aksumita, constituyendo uno de los más antiguos escenarios de urbanismo en la región. Los investigadores definieron la secuencia arqueológica correspondiente a los cuatro últimos siglos a. C. como protoaksumita, el germen directo de la fundación y expansión del reino aksumita posterior. Los restos encontrados por ahora incluyen estructuras residenciales y funerarias pertenecientes a la élite social. Estas últimas se extienden por una zona de 10 ha que contiene un centenar de estelas de piedra más o menos desbastadas, una sólida plataforma para alojar algunas de ellas y tumbas de pozo con diversos grados de elaboración. Es considerado el campo de estelas más antiguo del área de Aksum y contiene también tumbas posteriores al cambio de milenio. Hay otras estelas dispersas por la colina. Entre los objetos funerarios encontrados aparecen brazaletes de bronce, algún artefacto de hierro, cerámica y microlitos, casi todo de tradición local, aunque hay algunos elementos de importación. Estos últimos procederían principalmente del valle del Nilo y en menor medida del sur de Arabia. Hay documentados restos de cebada, farro y teff, así como de perros, bóvidos y ovicápridos. Esta cultura material, particularmente la cerámica, se diferencia claramente de la encontrada en Yeha y otros lugares del altiplano etiópico, por lo que se podría hablar de un desarrollo cultural muy focalizado en el área de Aksum.
El restringido marco evolutivo del asentamiento inicial de Beta Giyorgis comenzó a ampliarse cuando la población se trasladó al valle situado entre dicha colina y la de Mai Qoho, para luego expandirse por toda la región. Con la incorporación bajo su tutela de las entidades políticas más cercanas a partir del siglo I d. C., el apogeo del reino de Aksum se extendió hasta el siglo VII d. C. pero su proceso de formación había comenzado mucho antes y su influencia permaneció hasta bastante después.